# زالنجی
زالنجی (به عربی: زالنجی) یک شهرک در سودان است که در دارفور مرکزی واقع شده‌است.

## خصوصیات
زالنجی  ۲۷٬۲۵۸ نفر جمعیت دارد.